# سانتياغو كاراسكو
سانتياغو كاراسكو (بالإسبانية: Santiago Carrasco)‏ هو لاعب كرة قدم مكسيكي، ولد في 5 يوليو 1993 في مدينة كوليما في المكسيك.

## روابط خارجية
- سانتياغو كاراسكو على موقع Soccerway.com (الإنجليزية)